# Kikwits flygplats
Kikwits flygplats är en flygplats i staden Kikwit i Kongo-Kinshasa. Den ligger i provinsen Kwilu, i den sydvästra delen av landet, 400 km öster om huvudstaden Kinshasa. Kikwits flygplats ligger 479 meter över havet. IATA-koden är KKW och ICAO-koden FZCA. Kikwits flygplats hade 296 starter och landningar, samtliga inrikes, med totalt 1 501 passagerare, 790 ton inkommande frakt och 612 ton utgående frakt 2015.